# Faustino Asprilla
Pour les articles homonymes, voir Asprilla.
Faustino Asprilla, né le 10 novembre 1969 à Tuluá (Colombie), est un footballeur colombien, qui évoluait au poste d'attaquant au Cúcuta Deportivo, à l'Atlético Nacional, à Parme AC, à Newcastle United, au SE Palmeiras, au Fluminense FC, à CF Atlante, à l'Universidad de Chile et à Estudiantes de La Plata ainsi qu'en équipe de Colombie.
Asprilla marque vingt buts lors de ses cinquante-sept sélections avec l'équipe de Colombie entre 1993 et 2001. Il participe à la coupe du monde de football en 1994 et 1998 et à la Copa América en 1993, 1995 et 1997 avec la Colombie.

## Biographie
Surnommé La Pieuvre en référence à ses longues jambes et à sa faculté de conservation du ballon, Faustino Asprilla a été avec Carlos Valderrama l'une des deux grandes stars du football colombien dans les années 1990. Il a notamment participé aux Coupes du monde 1994 et 1998.
Il a pris sa retraite au début de l'année 2005.

## Carrière
- 1988-1989 : Cúcuta Deportivo
- 1989-1992 : Atlético Nacional
- 1992-1995 : Parme AC
- 1995-1998 : Newcastle United
- 1998-1999 : Parme AC
- 1999-2000 : SE Palmeiras
- 2000-2001 : Fluminense FC
- 2001-2002 : CF Atlante
- 2002-2003 : Atlético Nacional
- 2003-2003 : Universidad de Chile
- 2003-2004 : Estudiantes de La Plata  [1]

## Statistiques

### En sélection nationale
| Saison                | Sélection             | Phases finales        | Phases finales | Phases finales | Phases finales | Éliminatoires CDM | Éliminatoires CDM | Éliminatoires CDM | Matchs amicaux | Matchs amicaux | Matchs amicaux | Gold Cup 2000 | Gold Cup 2000 | Gold Cup 2000 | Total | Total | Total |
| Saison                | Sélection             | Compétition           | M              | B              | Pd             | M                 | B                 | Pd                | M              | B              | Pd             | M             | B             | Pd            | M     | B     | Pd    |
| --------------------- | --------------------- | --------------------- | -------------- | -------------- | -------------- | ----------------- | ----------------- | ----------------- | -------------- | -------------- | -------------- | ------------- | ------------- | ------------- | ----- | ----- | ----- |
| 1992-1993             | Colombie              | Copa América 1993     | 3              | 0              | 0              | -                 | -                 | -                 | 1              | 1              | 0              | -             | -             | -             | 4     | 1     | 0     |
| 1993-1994             | Colombie              | Coupe du monde 1994   | 3              | 0              | 1              | 6                 | 2                 | 3                 | 2              | 0              | 0              | -             | -             | -             | 11    | 2     | 4     |
| 1994-1995             | Colombie              | Copa América 1995     | 6              | 2              | 1              | -                 | -                 | -                 | 2              | 0              | 0              | -             | -             | -             | 8     | 2     | 1     |
| 1995-1996             | Colombie              | -                     | -              | -              | -              | 3                 | 2                 | 0                 | 4              | 2              | 0              | -             | -             | -             | 7     | 4     | 0     |
| 1996-1997             | Colombie              | Copa América 1997     | 0              | 0              | 0              | 7                 | 4                 | 0                 | 1              | 1              | 0              | -             | -             | -             | 8     | 5     | 0     |
| 1997-1998             | Colombie              | Coupe du monde 1998   | 1              | 0              | 0              | 2                 | 1                 | 1                 | 4              | 0              | 0              | -             | -             | -             | 7     | 1     | 1     |
| 1998-1999             | Colombie              | Copa América 1999     | -              | -              | -              | -                 | -                 | -                 | 2              | 4              | 1              | -             | -             | -             | 2     | 4     | 1     |
| 1999-2000             | Colombie              | -                     | -              | -              | -              | -                 | -                 | -                 | -              | -              | -              | 5             | 1             | 0             | 5     | 1     | 0     |
| 2000-2001             | Colombie              | Copa América 2001     | -              | -              | -              | 2                 | 0                 | 0                 | -              | -              | -              | -             | -             | -             | 2     | 0     | 0     |
| 2001-2002             | Colombie              | -                     | -              | -              | -              | 3                 | 0                 | 0                 | -              | -              | -              | -             | -             | -             | 3     | 0     | 0     |
| Total sur la carrière | Total sur la carrière | Total sur la carrière | 13             | 2              | 2              | 23                | 9                 | 4                 | 16             | 8              | 1              | 5             | 1             | 0             | 57    | 20    | 7     |

## Palmarès

### En équipe nationale
- 57 sélections et 20 buts avec l'équipe de Colombie entre 1993 et 2001.
- Troisième de la Copa América 1993 et de la Copa América 1995.
- Quart-de-finaliste de la Copa América 1997.
- Participe au premier tour de la Coupe du monde 1994 et de la Coupe du monde 1998.

### Avec l'Atlético Nacional
- Vainqueur de la Copa Interamericana en 1990.
- Vainqueur du Championnat de Colombie de football en 1991.
- Vainqueur de la Copa Libertadores en  1989

### Avec Parme AC
- Vainqueur de la Coupe d'Europe des vainqueurs de coupe de football en 1993.
- Vainqueur de la Coupe UEFA en 1995 et 1999.
- Vainqueur de la Supercoupe de l'UEFA en 1993.
- Vainqueur de la Coupe d'Italie de football en 1999.